# Balneario Pehuen-Có
Balneario Pehuen-Có is een plaats in het Argentijnse bestuurlijke gebied Coronel Rosales in de provincie Buenos Aires. De plaats telt 674 inwoners.